# ATVホームミラー
『ATVホームミラー』（エーティーブイホームミラー、ATV Home Mirror）は、1970年11月2日からの20年間、青森テレビで放送されていた番組である。

## 概要
番組名の由来は、「家庭を写す鏡（ = Mirror）になろう」という事から。開始当初は、青森放送の『RABニュースレーダー』（同じく1970年開始）と同様に朝の番組であり、タイトルは『おはようホームミラー』（1971年3月までは6:30 - 7:00(後に6:50)、1971年4月から9:30 - 10:30）であった。後に昼11時に移動した。また、週末には『ホームミラーウイークエンド90分』もあった。
テーマ曲は、ポール・モーリア・グランド・オーケストラ演奏の「はてしなき願い」が使用されていた。
本番組は、ATVが開局した翌年から20年間放送された番組である。前身番組は『土曜対談』で、後継番組は2015年3月まで24年間放送されていた『おしゃべりハウス』。

## 内容
- 番組当初…「無名の職人を紹介」・「学校めぐり」他
  - 「学校めぐり」は青森県内の学校を巡る内容で、そのコンセプトは、後の青森放送『生テレビ → @なまてれ』の「そういえば校歌」等に引き継がれた。
- 1978年からは中継にも力を入れる等、コンセプトは『おしゃべりハウス』にも引き継がれている。

## 放送時間
- 開始当初…日曜日を除く6時40分 - 7時00分

- 19xx年から1987年の最終回…11時00分 - 11時30分
- 1988年から1990年の最終回…毎週金曜日10時00分 - 11時30分

## 出演者
- 川口浩一、他